# Reiner Lemke
Reiner Lemke (* 25. Juli 1949 in Rotenburg/Wümme) ist ein deutscher Jurist. Er war bis Ende Oktober 2014 Richter am Bundesgerichtshof in Karlsruhe und dort stellvertretender Vorsitzender des V. Zivilsenats und des Senats für Landwirtschaftssachen sowie vorübergehend Mitglied des X. Zivilsenats.

## Leben
Lemke verbrachte seine Kindheit und Jugendzeit in Niedersachsen (Rotenburg/Wümme, Hann.-Münden, Westerstede und Brake/Utw.). Seine beruflichen Tätigkeiten führten ihn nach Göttingen, Oldenburg, Celle, Schwerin, Rostock und Karlsruhe. Er ist zum zweiten Mal verheiratet und hat zwei erwachsene Kinder aus erster Ehe.

## Beruflicher Werdegang
Im August 1970 begann er im Bezirk des Oberlandesgerichts Oldenburg eine Ausbildung zum Rechtspfleger, die er Anfang Dezember 1973 abschloss. Sein Jurastudium absolvierte er an der Georg-August-Universität Göttingen, seine daran anschließende Referendarzeit im Bezirk des Landgerichts Göttingen. Von April 1979 bis Juni 1986 war Lemke als selbständiger Rechtsanwalt in Göttingen tätig. Mit einer Dissertation Der Erbschein im System der Gutglaubensvorschriften promovierte er 1981 zum Doktor der Rechte an der Georg-August-Universität Göttingen.
Im Juli 1986 wechselte Lemke in den Richterdienst des Landes Niedersachsen. Zunächst war er Proberichter bei dem Amtsgericht und dem Landgericht Oldenburg, wo er im Januar 1988 zum Richter auf Lebenszeit ernannt wurde. Es folgte eine Abordnung an den Bundesgerichtshof in Karlsruhe als wissenschaftlicher Mitarbeiter von Juli 1989 bis Juni 1992. Während dieser Zeit wurde Lemke zum Richter am Oberlandesgericht in Celle befördert. Dort war er von Juli 1992 bis August 1993 tätig.
Im August 1993 erfolgte der Übertritt in den höheren Justizdienst des Landes Mecklenburg-Vorpommern. Als Richter am Oberlandesgericht in Rostock war Lemke bis Juli 1995 an das Justizministerium in Schwerin abgeordnet, wo er die Aufgaben des Haushaltsreferenten und eines Personalreferenten wahrnahm. Im Januar 1995 wurde er zum Vizepräsidenten des Landgerichts in Rostock ernannt. Diese Tätigkeit übte er bis Mitte 1999 aus.
Im August 1999 wurde Lemke, der seit 1972 Mitglied der SPD ist, zum Richter am Bundesgerichtshof in Karlsruhe ernannt und dem V. Zivilsenat, später zusätzlich dem Senat für Landwirtschaftssachen zugeteilt. In beiden Senaten wurde ihm im Jahr 2010 der stellvertretende Vorsitz übertragen. Seit dem 1. November 2014 befindet er sich im Altersruhestand.

## Tätigkeitsschwerpunkte
Lemke war als Rechtsanwalt und als Richter in vielen Bereichen des Zivilrechts tätig. Den Schwerpunkt bildete das Sachenrecht, insbesondere das Grundstücksrecht im weiteren Sinn. Hierin ist er auch wissenschaftlich mit zahlreichen Veröffentlichungen und Vorträgen hervorgetreten. Auch im Ruhestand arbeitet er weiter an mehreren Kommentaren mit und gibt ein Standardwerk zum Immobilienrecht heraus.

## Ehrenamtliches Engagement
Lemke ist seit mehreren Jahrzehnten in der Deutschen Lebens-Rettungs-Gesellschaft (DLRG) engagiert. Er wurde 1962 Mitglied und war später auf allen Gliederungsebenen (Ortsgruppe, Bezirk, Landesverband, Bundesverband) in hohen Positionen sowohl im Einsatzbereich als auch im Verwaltungsbereich tätig. Zum Schluss seines aktiven Engagements war er Fachberater Katastrophenschutz im Landesverband Baden, Einsatzleiter und Fachberater Wasserrettungsdienst in den DLRG-Bezirken Rhein-Kinzig und Karlsruhe sowie Vertreter der DLRG im Bereichsausschuss für den Rettungsdienst im Stadt- und Landkreis Karlsruhe.
Außerhalb der DLRG hat sich Lemke im Bereich der richterlichen Standesvertretungen einen Namen gemacht. Von 2002 bis 2011 war er Vorsitzender des Vereins der Bundesrichter und Bundesanwälte beim Bundesgerichtshof und in dieser Eigenschaft Mitglied des Bundesvorstandes und der Bundesvertreterversammlung des Deutschen Richterbundes.
Lemke hat wesentlichen Anteil an der Entwicklung moderner rechtsstaatlicher Strukturen in den Nachfolgestaaten der ehemaligen Sowjetunion (GUS), indem er von 2003 bis 2009 regelmäßige Symposien zwischen deutschen und GUS - Juristen organisierte und leitete. Zugleich war er Mitglied im Exekutivkomitee der (russischen) International Union of Lawyers.
Schließlich hat sich Lemke auch in der Ausbildung des juristischen Nachwuchses engagiert. Er war seit 1986 Mitglied des Landesjustizprüfungsamts bei dem Niedersächsischen Ministerium der Justiz und dort seit langem bis zur altersbedingten Beendigung seiner Tätigkeit im Juli 2023 mit dem Vorsitz in den Prüfungsausschüssen für die Erste Juristische Prüfung (früher: 1. juristisches Staatsexamen) betraut gewesen.
Nach dem Eintritt in den beruflichen Ruhestand im Herbst des Jahres 2014 war Lemke bis Oktober 2024 in der Notfallhilfe (vgl. § 23 RDG BW) in seinem Wohnort tätig.

## Auszeichnungen
- Verdienstkreuz am Bande des Verdienstordens der Bundesrepublik Deutschland (Bundesverdienstkreuz) 2004
- Verdienstzeichen in Gold mit Brillant der DLRG
- Fluthelfermedaillen 2002 der Bundesrepublik Deutschland, des Landes Niedersachsen und des Freistaats Sachsen
- Fluthelfermedaillen 2013 der Bundesrepublik Deutschland und des Landes Sachsen-Anhalt
- Ehrenmedaille in Silber des Landkreises Bad Doberan (Mecklenburg-Vorpommern)